# Archilina endostyla
Archilina endostyla är en plattmaskart som beskrevs av Ax 1959. Archilina endostyla ingår i släktet Archilina och familjen Monocelididae. Inga underarter finns listade i Catalogue of Life.